# Jimmy Liao

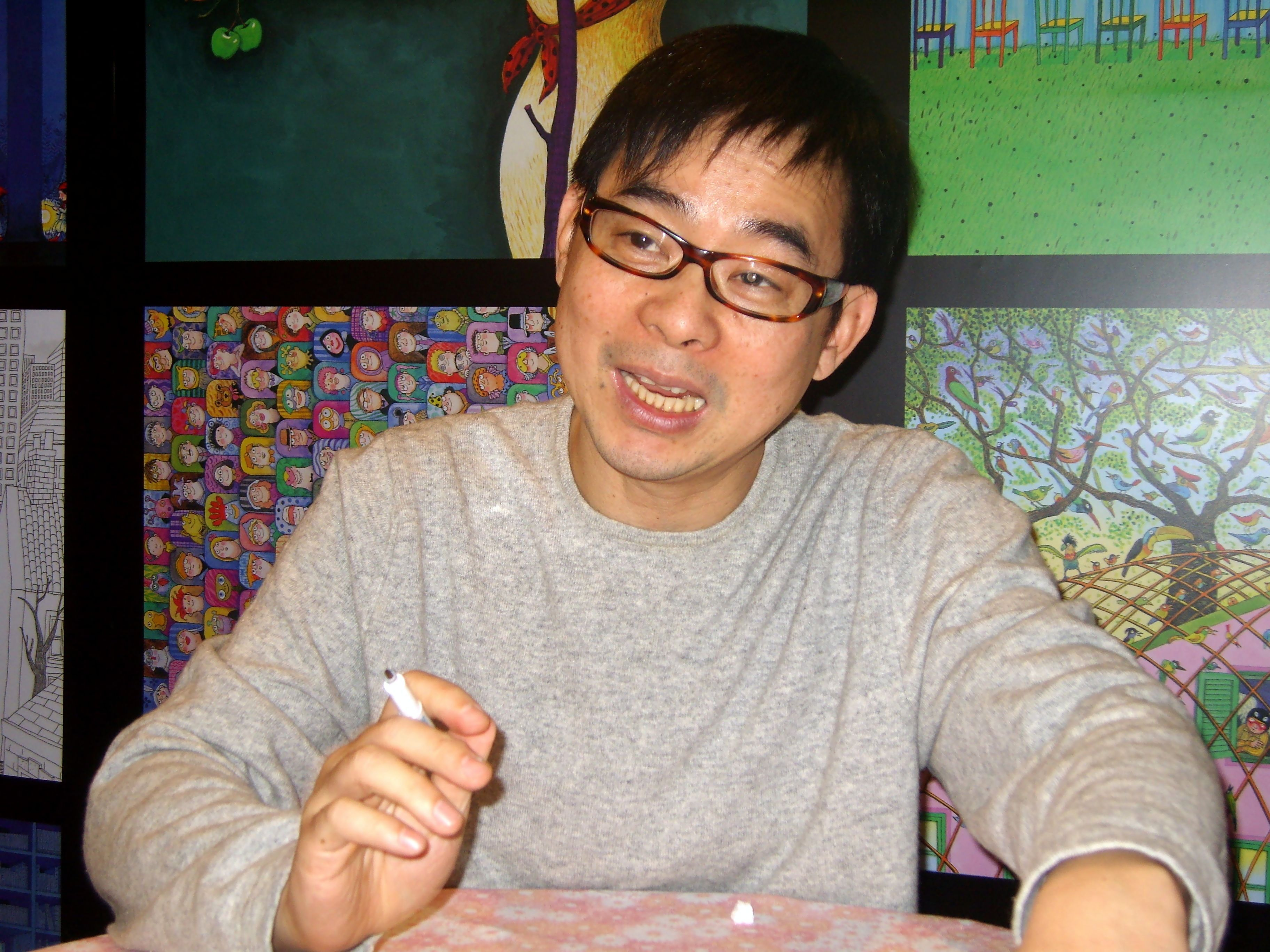
Jimmy Liao (2008)

Jimmy Liao (chinesisch 廖福彬; Pinyin: Liào Fúbīn, geboren am 15. November 1958 in Taiwan) ist ein taiwanischer Illustrator und Bilderbuchautor. Der englischsprachige Vorname Jimmy entspricht phonetisch seinem chinesischen Künstlernamen 幾米 (Jǐmǐ).

## Leben
Liao studierte an der Fakultät der Schönen Künste der privaten Chinesischen Kulturuniversität in Taipeh (Taiwan). Im Jahr 1995 erkrankte er an Leukämie und musste sich einer intensiven dreijährigen Behandlung unterziehen, wurde aber letztlich von der Erkrankung geheilt. Dieses einschneidende Ereignis bedeutete einen Wendepunkt in seinem Leben und führte ihn dazu, einen neuen Berufsweg einzuschlagen. Nach 12 Jahren Tätigkeit in der Werbeindustrie gab er 1998 seinen Beruf als Designer auf und startete eine neue Laufbahn als Illustrator und Schriftsteller. Seine bebilderten Geschichten, die häufig Tiere und Kinder porträtieren, beschreiben die ambivalenten Gefühle beim Verlust der Kindheit und dem Übergang ins Erwachsenenalter, sowie die Einsamkeit und die Ängste, die das Großstadtleben mit sich bringt. Im Rückblick meinte Liao, dass die Einsamkeit und Angst, die er während und nach seiner Erkrankung erlebt hatte, auch in seine jetzigen Werke einfließen würden. Seine Werke wurden in mehrere Sprachen übersetzt, darunter ins Englische, Französische, Deutsche, Griechische, Japanische, Koreanische und Thailändische, und erreichten weltweit ein Millionenpublikum. Einige wurde auch für Kinofilme adaptiert.
2003 wurde Jimmy Liao von der Zeitschrift Studio Voice zu einem der „55 kreativen Köpfe Asiens“ gewählt. 2007 widmete ihm der Discovery Channel als einer von sechs herausragenden Persönlichkeiten Taiwans ein Porträt. Jimmy Liao wurde bislang viermal für den Astrid Lindgren Memorial Award nominiert.

## Werke
- Die Sternennacht, ISBN 978-3-905816-69-3
- Das Kino des Lebens, ISBN 978-3-905816-85-3
- Der blaue Stein, ISBN 978-3-905816-83-9
- Der Klang der Farben, ISBN 978-3-905816-84-6